# Кукутени-Трипоље култура
Кукутени-Трипоље култура, позната и као Трипољска култура, је неолитско - халколитска археолошка култура (оквирно од 5500. до 2750. п. н. е.) источне Европе. Протезао се од Карпатских планина до региона Дњестра и Дњепра, са центром у данашњој Молдавији и покривајући значајне делове западне Украјине и североисточне Румуније, обухватајући површину од 350,000 km2 (135,136 sq mi), пречника 500 km (300 ми; отприлике од Кијева на североистоку до Брашова на југозападу).
Корени културе Кукутени–Трипиља налазе се у култури Старчева и Винче од 6. до 5. миленијума, са додатним утицајем културе Буг–Дњестар (6500–5000 пре нове ере). Током раног периода свог постојања (у петом миленијуму пре нове ере), култура Кукутени–Трипилија је такође била под утицајем култура линеарнотракасте керамиее са севера и културе Бојана са југа.
Археолошка култура је имала три фазе а међу научницима се води дебата о томе како је дошло до краја културе Кукутени-Трипиље.
Већина насеља ове културе била је мале величине, велике густине (удаљена 3 до 4 километра), концентрисана углавном у долинама река Сирет, Прут и Дњестар. Током средње фазе (око 4000. до 3500. п. н. е.), популације које су припадале култури Кукутени–Трипиљци изградиле су највећа насеља у неолитској Европи, од којих су нека садржавала чак три хиљаде објеката и вероватно их је насељавало 20.000 до 46.000 људи.
Један од најзначајнијих аспеката ове културе било је периодично уништавање насеља, при чему је свако једно насељено место имало животни век од отприлике 60 до 80 година. Сврха спаљивања ових насеља предмет је дебате међу научницима; нека насеља су више пута реконструисана на врху ранијих стамбених нивоа, уз очување облика и оријентације старијих објеката. Једна локација, локација Подури у Румунији, открила је тринаест нивоа становања који су изграђени један на другом током много година.

## Номенклатура
Култура је првобитно добила име по селу Кукутени у округу Јаши, Румунија. Године 1884, Теодор Т. Бурада, након што је видео керамичке фрагменте у шљунку који се користио за одржавање пута од Таргу Фрумоса до Јашија, истражио је каменолом у Кукутенију одакле је ископаван материјал, где је пронашао фрагменте грнчарије и фигурица од теракоте. Бурада и други научници из Јашија, укључујући песника Николаја Белдичеануа и археолога Григореа Бутуреануа, Димитрија К. Буткулескуа и Џорџа Дијамандија, касније су започели прва ископавања у Кукутенију у пролеће 1885. Њихови налази су објављени 1885. и 1889. и представљени на две међународне конференције 1889. године, обе у Паризу: Бутуреану на Међународној унији за праисторијске и протоисторијске науке и на састанку Друштва Антропологија Париза од Диамандија.
У исто време, прва украјинска налазишта која се приписују култури открио је Винценц Чвојка (Vikentiy Khvoyka), украјински археолог чешког порекла, у Кијеву у улици Кириловска 55. Година његових открића се различито наводи као 1893, 1896 и 1887. Након тога, Винценц Чвојка је представио своја открића на 11. конгресу археолога 1897. године, који се сматра званичним датумом открића трипилске културе у Украјини. Исте године, слични артефакти су ископани у селу Трипиља (укр. Трипiлля), у Кијевској области, Украјина. Као резултат тога, ова култура је идентификована у украјинским публикацијама (а касније и у Совјетској Русији), као 'Трипољска' (или 'Трипоље', од рус. Триполье).
Данас су налази из Румуније и Украјине, као и из Молдавије, признати као припадајући истом културном комплексу. Уопштено се назива култура Кукутени у Румунији и Трипиљска култура у Украјини. На енглеском се „култура Кукутени–Трипоље“ најчешће користи за означавање целе културе, при чему је украјински израз „култура Кукутени–Трипоље“ постао популаран након распада Совјетског Савеза.

## Географија
Култура Кукутрени-Трипоље је цветала на територији данашње Молдавије, источне и североисточне Румуније и делова западне, централне и јужне Украјине.
Култура се тако простирала на североисток од слива реке Дунав око Гвоздених врата до Црног мора и Дњепра. Обухватао је централне Карпатске планине, као и равнице, степе и шумске степе са обе стране ланца. Његово историјско језгро је лежало око средњег до горњег Дњестра (Подољско узвишење). Током атлантских и суббореалних климатских периода у којима је култура цветала, Европа је била најтоплија и највлажнија од краја последњег леденог доба, стварајући повољне услове за пољопривреду на овим просторима.
Од 2003. године идентификовано је око 3.000 културних локалитета, од малих села до „огромних насеља која се састоје од стотина стамбених објеката окружених вишеструким јарцима“.

## Хронологија

### Периодизација
Традиционално одвојене шеме периодизације коришћене су за украјинску трипилску и румунску кукутенску варијанту културе. Кукутени шема, коју је предложио немачки археолог Хуберт Шмит 1932. године, разликовала је три културе: Пре-Кукутени, Кукутени и Хородиштеа–Фолтешти. Украјинску шему је први пут развила Татјана Сергејевна Пассек 1949. и поделила је трипилску културу у три главне фазе (А, Б и Ц) са даљим подфазама (БI–II и CI–II). У почетку засноване на неформалној керамичкој серацији, обе шеме су проширене и ревидиране од првог предложеног, укључујући нове податке и формализоване математичке технике за серирање артефаката.
Култура Цуцутени–Трипиллиа се обично дели на рани, средњи и касни период, са различитим мањим под-поделама обележеним променама у насељу и материјалној култури. Кључна тачка спора лежи у томе како ове фазе одговарају подацима о радиокарбону. Следећи графикон представља ово најновије тумачење:
| • Рани   | 5800 до 5000. п. н. е. |
| • Средњи | 5000 до 3500. п. н. е. |
| • Касни  | 3500 до 3000. п. н. е. |

## Економија
Током 2.750 година свог постојања, култура Цуцутени–Трипиллиа била је прилично стабилна и статична; међутим, дошло је до промена. Овај чланак се бави неким од ових промена које се односе на економске аспекте. То укључује основне економске услове културе, развој трговине, интеракцију са другим културама и очигледну употребу бартер жетона, раног облика новца.
Припадници културе деле заједничке карактеристике са другим неолитским друштвима, укључујући:
- Готово непостојеће друштвено раслојавање
- Недостатак политичке елите
- Рудиментарна економија, највероватније егзистенцијална или поклон економија
- Пасторално сточарство и потрошачка пољопривреда

Ранија друштва племена ловаца-сакупљача нису имала друштвену стратификацију, а каснија друштва бронзаног доба су имала приметну друштвену стратификацију, у којој је дошло до стварања професионалне специјализације, државе и друштвених класа појединаца који су припадали елитним владајућим или [религиозним класама, ратници са пуним радним временом и богати трговци, за разлику од оних појединаца на другом крају економског спектра који су били сиромашни, поробљени и гладни. Између ова два економска модела (племена ловаца-сакупљача и цивилизације из бронзаног доба) налазимо каснија неолитска и енеолитска друштва као што је култура Кукутени–Трипиљ, где су почеле да се проналазе прве назнаке друштвене стратификације. Међутим, било би погрешно пренаглашавати утицај друштвене стратификације у култури Кукутени–Трипиља, пошто је она још увек (чак иу својим каснијим фазама) била у великој мери егалитарно друштво. И наравно, друштвена стратификација је била само један од многих аспеката онога што се сматра потпуно успостављеним цивилизованим друштвом, које је почело да се јавља у бронзаном добу.
Као и друга неолитска друштва, култура Кукутени-Трипиље није имала скоро никакву поделу рада. Иако су насеља ове културе понекад расла и постала највећа на Земљи у то време (до 15.000 људи у највећем), нема доказа и о специјализацији рада. Свако домаћинство је вероватно имало чланове шире породице који би радили у пољу да узгајају усеве, ишли у шуму да лове дивљач и донесу огрев, радили поред реке да би донели глину или рибу и све друге обавезе. Супротно популарном веровању, неолитски људи су искусили знатно обиље хране и других ресурса.
Свако домаћинство је углавном било самодовољно и било је врло мало потребе за трговином. Међутим, постојали су одређени минерални ресурси који су, због ограничења због удаљености и распрострањености, чинили рудиментарну основу за трговинску мрежу која је при крају културе почела да се развија у сложенији систем, о чему сведочи све већи број артефаката из других култура који су датирани у потоњи период.
Пред крај постојања културе Кукутени–Трипиље (од отприлике 3000. п. н. е. до 2750. године пре нове ере), бакар којим се трговало из других друштава (нарочито са Балкана) је почео да се појављује широм региона, а припадници културе Цуцутени–Трипиллиа почели су да стичу вештине неопходне за коришћење за креирање разних предмета. Уз сирову бакарну руду, готова бакарна оруђа, ловачко оружје и други артефакти донети су и из других култура. Ово је означило прелаз из неолита у енеолит, такође познат као халколит или бакарно доба. Бронзани артефакти почели су да се појављују на археолошким налазиштима пред сам крај културе. Примитивна трговачка мрежа овог друштва, која је полако постајала све сложенија, замењена је сложенијом трговинском мрежом прото-индоевропске културе која је на крају заменила културу Кукутени–Трипиље.

### Галерија
- Налаз из 4000. п. н. е.
- Copper jewellery
- Copper and gold hoard

### Исхрана
Култура Кукутени-Трипоље била је друштво пољопривредника који су се бавили самосталним радом. Обрада земље (користећи ораницу или плуг), жетву усева и чување стоке је вероватно било главно занимање већине људи. Типично за неолитску културу, већина њихове исхране састојала се од житарица . Узгајали су клупску пшеницу, овас, раж, просо, јечам и конопљу, који су се вероватно млели и пекли као бесквасни хлеб у глиненим пећима или на загрејаном камењу у дому. Узгајали су и грашак и пасуљ, кајсију, шљиву и винско грожђе – иако нема чврстих доказа да су заиста производили вино. Постоје и докази да су можда чували пчеле.
Зооархеологија локалитета Кукутени-Трипоље указује да су се становници бавили сточарством. Њихова домаћа стока се састојала првенствено од говеда, али је укључивао мањи број свиња, оваца и коза. Постоје докази, засновани на неким од сачуваних уметничких приказа животиња са локалитета Цуцутени–Трипиллиа, да је вол коришћен као теглећа животиња.
На локалитетима Кукутени-Трипоље откривени су и остаци и уметнички прикази коња. Међутим, расправља се о томе да ли су ови налази припитомљених или дивљих коња. Пре него што су припитомљени, људи су ловили дивље коње ради меса. С друге стране, једна хипотеза о припитомљавању коња га смјешта у степски регион у близини културе Кукутени-Трипоље отприлике у исто вријеме (4000–3500. п. н. е.), тако да је могуће да је култура била упозната са домаћим коњем. У то време коњи су се могли држати и за месо или као радна животиња. Директни докази остају неубедљиви.
Лов је допунио исхрану људи. Користили су замке да би ухватили свој плен, као и разна оружја, укључујући лук и стрелу, копље и батине. Да би им помогли у игри ухођења, понекад су се маскирали камуфлажом. Остаци врста дивљачи пронађени на локалитетима Кукутени-Трипољеа укључују црвеног јелена, срндаћа, јелена, дивљу свињу, лисицу и мрког медведа.

### Со
Најранија позната солана на свету је Поиана Слатинеи, близу села Лунца у Ванатори-Њамц, Румунија. Први пут је коришћен у раном неолиту, око 6050. године пре нове ере, у старчевачкој култури, а касније у култури Кукутени-Трипоље у периоду пре-кукутени. Докази са овог и других локалитета указују да је култура екстраковала со из изворске воде пуне соли кроз процес брикетирања. Прво, боћата вода са извора је кувана у великим грнчарским посудама, стварајући густу саламуру. Сланица је затим загревана у керамичкој посуди за брикет све док сва влага није испарила, а преостала кристализована со се прилепила на унутрашње зидове посуде. Затим је посуда за брикет разбијена, а со састругана са крхотина.
Снабдевање сољу представљало је велики логистички проблем за највећа насеља Кукутени-Трипоље. Како су се почеле ослањати на храну од житарица у односу на слано месо и рибу, неолитске културе су морале да укључе додатне изворе соли у своју исхрану. Слично томе, домаћа говеда треба да добију додатне изворе соли изван њихове уобичајене исхране или се њихова производња млека смањује. Процењује се да је за мега-локације Кукутени-Трипоље, са популацијом од вероватно хиљада људи и животиња, било потребно између 36.000 и 100.000 кг соли годишње. Ово није било доступно локално, па је морало да се премешта на велико из удаљених извора на западној обали Црног мора и у Карпатским планинама, вероватно реком.

## Технологија и материјална култура
Кукутенско-Трипиљска култура позната је по препознатљивим насељима, архитектури, замршено украшеној грнчарији и антропоморфним и зооморфним фигуринама, које су сачуване у археолошким остацима. На свом врхунцу то је било једно од технолошки најнапреднијих друштава у свету у то време које је развијало нове технике за производњу керамике, стамбену изградњу, пољопривреду и производњу тканог текстила (иако оне нису преживеле и познате су посредно).
Што се тиче укупне величине, нека од локалитетаКукутени-Трипоље, као што је Талианки (са популацијом од 15.000 и која покрива површину од 335 хектара) у провинцији Умански округ, Украјина, су велика или можда чак већи од градова-држава Сумера у Плодном полумесецу, а ова источноевропска насеља претходе сумерским градовима више од пола миленијума.
Археолози су открили велики број артефаката из ових древних рушевина. Највеће колекције артефаката Кукутени–Трипиља налазе се у музејима у Русији, Украјини и Румунији, укључујући Музеј Ермитаж у Санкт Петербургу и Археолошки музеј Пјатра Неамц у Румунији. Међутим, мање колекције артефаката чувају се у многим локалним музејима раштрканим широм региона.
Ова насеља су подвргнута периодичном разарању и поновном стварању, јер су спаљивана, а затим обнављана сваких 60–80 година. Неки научници  теоретизирали су да су становници ових насеља вјеровали да свака кућа симболизује органски, готово живи ентитет. Свака кућа, укључујући њене керамичке вазе, пећи, фигурице и безброј предмета од кварљивих материјала, делила је исти животни круг, а све зграде у насељу биле су физички повезане заједно као већи симболички ентитет. Као и код живих бића, за насеља се можда сматрало да такође имају животни циклус смрти и поновног рађања.
Куће насеља Кукутени-Трипоље грађене су на неколико општих начина:
- Куће плетарке
- Куће брвнаре
- Полуподземне куће које се зову бордеи

Неке куће Кукутени-Трипоље биле су високе на два спрата, а докази показују да су припадници ове културе понекад украшавали спољашњост својих домова многим истим усковитланим дизајном од црвеног окера који се могу наћи на њиховој грнчарији. Већина кућа имала је сламнате кровове и дрвене подове прекривене глином.
- Реконструкција Мајданецке, в. 4000. п. н. е.
- Реконструкција мега-локације Талианки
- Реконструкција ентеријера куће
- Поглед одозго на модел куће Кукутени
- Модел села
- Храм Небеливка, реконструкција.[33]
- Велика кућа у Мајдањецку, ц. 3700 пре нове ере, реконструкција
- Илустрација међусобно повезаних кућа из Мајдањецка

### Керамика
Већина Кукутени-Трипоље керамике је ручно прављена од локалне глине. Дуги колутови глине су стављени у кругове како би се прво формирала основа, а затим и зидови посуде. Када се постигне жељени облик и висина готовог производа, странице би се загладиле како би се створила бешавна површина. Ова техника је била најранији облик обликовања грнчарије и најчешћа у неолиту; међутим, постоје неки докази да су користили и примитивни тип грнчарског точка који се споро окреће, иновацију која није постала уобичајена у Европи све до гвозденог доба.
Карактеристично је да су посуде биле детаљно украшене вртложним шарама и замршеним дизајном. Понекад су се пре печења додавали украсни урези, а понекад су пуњени обојеном бојом да би се добио димензионални ефекат. У раном периоду, боје које су се користиле за украшавање грнчарије биле су ограничене на зарђало-црвену и белу. Касније су грнчари додали додатне боје својим производима и експериментисали са напреднијим керамичким техникама. Пигменти коришћени за украшавање керамике су базирани на оксиду гвожђа за црвене нијансе, калцијум карбонату, гвожђем магнетиту и руди мангана Јакобсита за црну и калцијум силиката за белу. Црни пигмент, који је уведен током каснијег периода културе, био је ретка роба: узет из неколико извора и циркулисао (у ограниченом степену) широм региона. Вероватни извори ових пигмената били су Јакобени у Румунији за руду гвожђа магнетита и Никопољ у Украјини за руду мангана Јакобсите. Нису пронађени трагови пигмента гвожђа магнетита који је ископан на најисточњој граници региона Цуцутени–Трипиллиа у керамици из западних насеља, што сугерише да је размена на читавом културном подручју била ограничена. Поред минералних извора, за стварање различитих боја коришћени су пигменти добијени од органских материјала (укључујући кост и дрво).
У касном периоду културе Кукутени-Трипоље, за производњу грнчарије коришћене су пећи са контролисаном атмосфером. Ове пећи су биле конструисане са две одвојене коморе — комора за сагоревање и комора за пуњење — одвојене решетком. Температуре у комори за сагоревање могу достићи 1000-1100 °C, али су се обично одржавале на око 900 °C за постизање равномерног и потпуног печења посуда.
Пред крај културе Кукутени-Трипоље, како је бакар постао све доступнији, напредак у керамичкој технологији се изједначио јер је већи нагласак стављен на развој металуршких техника.

### Керамичке фигурице
Антропоморфни керамички артефакт откривен је током археолошког ископавања 1942. на брду Цетатуиа у близини Бодештија, округ Неамт, Румунија. Коришћен је као ослонац или постоље, а након његовог открића поздрављен је као симболично ремек-дело културе Кукутени-Трипиље. Верује се да су четири стилизоване женске силуете окренуте ка унутра у међусобно повезаном кругу представљале хору или ритуални плес. Слични артефакти су касније пронађени у Берештију и Драгушенију.

### Текстил
Још увек нису пронађени примери коришћеног текстила Кукутени-Трипоље – очување праисторијског текстила је ретко и регион нема одговарајућу климу. Међутим, отисци текстила налазе се на уломцима грнчарије (јер је глина ту постављена пре печења). Они показују да су ткане тканине биле уобичајене у друштву Кукутени-Трипоље. Налази керамичких тегова са избушеним рупама упућују на то да су ови израђени на разбоју са основном тежином. Такође је сугерисано да су ови тегови, посебно „једнократни” примерци направљени од глине лошег квалитета и неадекватно печени, коришћени за утезање рибарских мрежа. Они би вероватно били често изгубљени, објашњавајући њихов лошији квалитет.
Други уломци грнчарије са утисцима текстила, пронађени у Фрумусици и Кукутени, сугеришу да је текстил такође био плетен (посебно коришћењем технике познате као налбиндинг).

### Оружје и алати
Кукутенско-Трипилско оруђе израђивано је од брушеног и брушеног камена, органских материјала (кост, рог и рог), а у каснијем периоду и бакра. Локални миоркански кремен био је најчешћи материјал за камено оруђе, али се зна да су коришћени и бројни други типови, укључујући кремен, јаспис и опсидијан. Претпоставља се да су ова оруђа била са дрветом, али ово није сачувано. Оружје је ретко, али није непознато, што имплицира да је култура била релативно мирна.
| Оруђе              | Оруђе                                                                                           | Типични материјали                                 |
| ------------------ | ----------------------------------------------------------------------------------------------- | -------------------------------------------------- |
| Обрада дрвета      | Тесла                                                                                           | Камен, кремен, бакар                               |
| Обрада дрвета      | Буринс                                                                                          | Камен, кремен, бакар                               |
| Обрада дрвета      | Стругач                                                                                         | Камен, кремен, бакар                               |
| Обрада дрвета      | Шила                                                                                            | Камен, рог, рог, бакар                             |
| Обрада дрвета      | Удубљења/длета                                                                                  | Камен, кост                                        |
| Литичка редукција  | Алати за љуштење под притиском, нпр. абразивни комади, клипови, алати за пресовање и ретуширање | камен                                              |
| Литичка редукција  | Наковњи                                                                                         | камен                                              |
| Литичка редукција  | Ковачки каме                                                                                    | камен                                              |
| Литичка редукција  | Меки чекићи                                                                                     | Рог, рог                                           |
| Литичка редукција  | Алати за полирање                                                                               | Кост, камен                                        |
| Текстил            | Игле за плетење                                                                                 | кост                                               |
| Текстил            | Шатлови                                                                                         | кост                                               |
| Текстил            | Игле за шивење                                                                                  | Кост, бакар                                        |
| Текстил            | Вретена и вретена                                                                               | Глина                                              |
| Текстил            | Тегови за разбој                                                                                | Глина                                              |
| Пољопривреда       | Мотике                                                                                          | Рог, рог                                           |
| Пољопривреда       | АРДС                                                                                            | Рог, рог                                           |
| Пољопривреда       | Млевени камен / метате и брусне плоче                                                           | камен                                              |
| Пољопривреда       | Српови                                                                                          | Комади кремена уметнути у рогове или дрвена сечива |
| Риболов            | Харпуни                                                                                         | кост                                               |
| Риболов            | Удица                                                                                           | Кост, бакар                                        |
| Други/вишенаменски | секире, укључујући двоглаве секире, секире чекића и могуће бојне секире                         | Камен, бакар                                       |
| Други/вишенаменски | Клубови                                                                                         | камен                                              |
| Други/вишенаменски | Ножеви и бодежи                                                                                 | Кремен, кост, бакар                                |
| Други/вишенаменски | Савети са стрелицама                                                                            | Кремен, кост                                       |
| Други/вишенаменски | Ручке                                                                                           | Кремен, кост                                       |
| Други/вишенаменски | Спатуле                                                                                         | Кремен, кост                                       |

### Точкови
Неки истраживачи, као што је индолог Аско Парпола са Универзитета у Хелсинкију, сматрају да је култура користила точак са вагонима. За сада су само минијатурни модели таквих налаза пронађени и сматра се да су то биле дечије играчке.

## Ритуали и религија
Пронађене су неке заједнице Кукутени-Трипоље које садрже посебну грађевину која се налази у центру насеља, а коју су археолози идентификовали као света светилишта. Унутар ових светилишта пронађени су артефакти, од којих су неки намерно закопани у земљу унутар структуре, који су очигледно религиозне природе и дају увид у нека веровања, а можда и неке од ритуала и структуре, чланови овог друштва. Поред тога, артефакти очигледне религиозне природе такође су пронађени у многим домаћим кућама Кукутени-Трипоље.
Многи од ових артефаката су глинене фигурице или статуе. Археолози су многе од њих идентификовали као фетише или тотеме, за које се верује да су прожети моћима које могу помоћи и заштитити људе који се брину о њима. Ове Кукутени-Трипоље фигурице постале су популарно познате као богиње; међутим, овај израз није нужно тачан за све женске антропоморфне глинене фигурице, јер археолошки докази сугеришу да су различите фигурине коришћене у различите сврхе (као што је заштита), па нису све репрезентативне за богињу. Толико је ових фигурица откривено на локалитетима Кукутени-Трипоље да многи музеји у источној Европи имају значајну колекцију њих, и као резултат тога, оне су постале један од лакше препознатљивих визуелних маркера овог културе многим људима.
Археолог Марија Гимбутас засновала је барем део своје хипотезе о Кургану и теорија староевропске културе на овим глиненим фигурицама Кукутени-Трипоље. Њени закључци, који су увек били контроверзни,  данас су дискредитовани од стране многих научника,  али ипак има неких научника  који подржавају њене теорије о томе како су неолитичка друштва била матријархална, нератничка и обожавала „земаљску“ богињу мајку, али су касније збрисана инвазијама патријархалних индоевропских племена која су избила из степа Русије и Казахстана почевши од око 2500 пре нове ере, и који је обожавао ратоборног Бога неба. Међутим, Гимбутасове теорије су делимично дискредитоване од новијих  открића и анализе. Данас има много научника  који се не слажу са Гимбутасом, указујући на нове доказе  што указује на много сложеније друштво током неолита него што је она сматрала.
Једно од неодговорених питања у вези са културом Кукутени-Трипоље је мали број артефаката повезаних са погребним обредима. Иако су археолози истраживали веома велика насеља, докази о мртвачницама су готово невидљиви. Правећи разлику између источне Трипилије и западних региона Кукутени географске области Кукутени–Трипилија, амерички археолог Даглас В. Бејли пише:
Нема Кукутени гробља и гробља Трипоље су откривени веома касно.
Тренутно, једино трипилско налазиште на коме су доследно пронађени људски остаци из прве половине 4. миленијума пре нове ере је пећина Вертеба у западној Украјини. Откривање лобања је чешће од других делова тела, међутим, пошто још увек није спроведено свеобухватно статистичко истраживање свих скелетних остатака откривених на локалитетима Кукутени-Трипоље, прецизна анализа ових открића након ископавања не може се тачно утврдити. у ово вријеме. Ипак, остају многа питања која се тичу ових питања, као и зашто изгледа да уопште нису пронађени мушки остаци. Једини дефинитиван закључак који се може извући из археолошких доказа јесте да у култури Кукутени-Трипоље у великој већини случајева тела нису била формално депонована у оквиру насеља.

## Археогенетика
Прву археогенетску анализу трипилских остатака извршен је 2010. године. Они су анализирали мтДНК пронађену из људских остеолошких остатака Кукутени-Трипоље пронађених у пећини Вертеба (на обали реке Серет, Тернопољска област, Украјина). Открило је да седам особа чији су остаци анализирани припадају: две хаплогрупи ХВ(кХ), две хаплогрупи Х, једна хаплогрупи Р0(кХВ), једна хаплогрупи Ј и једна хаплогрупи Т4, при чему је потоња такође најстарији узорак комплета. Аутори закључују да је популација која је живела око пећине Вертеба била прилично хетерогена, али да широка хронолошка старост примерака може указивати на то да је хетерогеност можда била последица природног тока становништва током овог временског периода. Аутори такође повезују Р0(кХВ) и ХВ(кХ) хаплогрупе са европским палеолитским популацијама, а хаплогрупе Т4 и Ј сматрају обележјима неолитских демичких интрузија са југоистока (северно-понтски регион), а не са запада (тј. култура линеарне керамике).
У 2017. Никитин и др. је представио мтДНК податке о осам додатних особа из пећине Вертеба, од којих седам датира из трипилског периода, а једна из гвозденог доба. Појединци старости Трипила су носили хаплогрупе Х, ХВ, ХВ0, Х5а, као и Т2б, У8б1б и У8б1а2. Аутори су повезивали Х5а, Т2б и У8б1 са утицајем анатолских неолитских фармера (АНФ) и раних неолитских фармера Европе (ЕНФ) на трипилско становништво у Вертеби. Пошто су представници Х кладе мтДНК чинили 28,6% узорка, аутори су предложили генетску везу између трипилске популације у Вертеби и група културе Левкастих чаша, које су показале сличну учесталост хаплотипова који носе Х.
У 2020. објављена је студија о четири неповезане жене са две локације касног ЦТЦЦ периода у Молдавији. Они су носили мтДНК хаплогрупу К1а1, Т1а, Т2ц1д1, У4а1 и „сви појединци су носили велику компоненту порикла из неолита и били су генетски ближи линеарној керамики него анатолским фармерима. Три примерка су такође показала значајну количину степског порекла, што указује на прилив у генски фонд од људи који су повезани са степским популацијама Северног Понтија. Аутори закључују да је „... степска компонента стигла у земљорадничке заједнице источне Европе можда већ 3500. године пре нове ере“.
Студија из 2022. објављена у Scientific Reports анализирала је 18 појединаца из пећине Вертеба у Украјини, од којих су неки пријављени у претходним студијама. Што се тиче И-ДНК хаплогрупе, три су носиле Г2а2б2а3, две Г2а2а1а, једну Г2а2а1, Г2а2а1а3, Ц1а, И2а1а2а-Л161.1, И2а2а1 и И2ц, док су мтДНК хаплогрупе, две Ј1а, Х10, Х1а, Х10, Х1а, Х102, Ј1ц5, К1а1б1, К1б1, Н1а1а1а, Т2, Т2ц1д1, У5а и У5а2. Према анализи примеса, сви проучавани украјински трипилски узорци „углавном су дефинисани компонентом предака која доминира у анадолско-неолитским појединцима, што сугерише јаку везу са европским неолитским популацијама, слично претходним студијама. Међутим, ови узорци такође показују присуство компоненти ЕХГ, ЦХГ и ВХГ као што је описано, са изузетком једне особе (И3151), за коју се чини да нема било каквог ЕХГ/ЦХГ порекла". Фенотипски, сви су били нетолерантни на лактозу и скоро сви су имали мутацију повезану са плавим очима.